# Charles-Nicolas-Sigisbert Sonnini de Manoncourt
Charles-Nicolas-Sigisbert Sonnini de Manoncourt, né le 1er février 1751 à Lunéville et mort le 9 mai 1812 à Paris, est un naturaliste français.

## Biographie

### La jeunesse
Il est le fils de Nicolas-Charles-Philippe Sonnini, originaire des États pontificaux, installé dans le Duché de Lorraine et conseiller du roi de Pologne, duc viager de Lorraine et de Bar, Stanislas Leszczynski ; receveur particulier des finances et seigneur du fief de Manoncourt-en-Vermois, anobli en 1756.
Charles-Nicolas-Sigisbert Sonnini de Manoncourt fait ses études à l’université de Pont-à-Mousson, au pensionnat des Jésuites, et il est élevé au grade de docteur en philosophie le 21 juillet 1766, à 15 ans et demi (La  Lorraine et le Barrois sont alors devenus Français à la mort du roi Stanislas en février de la même année).
Charles-Nicolas de Manoncourt étudie le droit à Strasbourg, est reçu avocat à la cour souveraine de Nancy, le 14 novembre 1768.
Pour assouvir sa passion des voyages, il entre dans la carrière des armes et entre au service de la marine à 18 ans, partant pour Cayenne (Guyane) en 1772, en tant que cadet à l’aiguillette.

### La Guyane
Il visite la Guyane et l’île de Cayenne, et poursuit des excursions topographiques dans des terres inconnues, lors d'une expédition d'octobre 1773 à avril 1774 dans l'intérieur de la Guyane, passant le Rio Negro, à la frontière entre Guyane et Pérou. Il trouve une route vers la montagne, ‘la Gabrielle’, et on construit un canal qui porte son nom sur ce parcours (il a alors 23 ans), rendant ainsi de grands services au commerce de la France.
Pendant son séjour, il fait d’importantes observations d’histoire naturelle et rapporte des collections ornithologiques, qu’il donne à son retour en France métropolitaine au Cabinet d'histoire naturelle.

### Secrétaire de Buffon
Il passe six mois, entre novembre 1775 et mars 1776, à Montbard, à la demande de Buffon, qui le charge de la rédaction de tous les articles d’ornithologie étrangère. Il est nommé ingénieur et correspondant du Cabinet d'histoire naturelle.

### L'Empire Ottoman: Égypte, Turquie, Grèce
Le 26 avril 1777, il embarque sur l’Atalante, à destination de l’Égypte, où il arrive le 20 juin. Il propose au gouvernement français de conduire une expédition pour traverser l'Afrique du nord au sud, mais sa demande reste lettre morte.
Il parcourt le pays, donne de bonnes descriptions de certaines régions, et deux de ses routes sont tracées (dont la route du voyageur Sonnini en 1778). Le 17 octobre 1778, il part pour la Turquie, visite la Grèce, en regardant plus particulièrement les îles de la mer Égée.
Il fait ensuite une campagne de guerre sur la Mignone, avec le chevalier d’Entrecasteaux (dans les combats le 27 mai 1780), et il rentre à Toulon le 18 octobre. Il rapporte quelques espèces végétales dont il propose la mise en culture en France. Ainsi il présente le 25 août 1787 un Mémoire sur la culture et les avantages du chou-navet de Laponie à l'Académie royale des sciences, arts et belles-lettres de Nancy.
Il fait paraître en 1798 le compte-rendu de son périple sous le titre de Voyage dans la haute et basse Égypte, fait par ordre de l'ancien gouvernement, et contenant des observations de tous genres (illustré par J.-B.-P. Tardieu) et en 1801-1802 Voyage en Grèce et en Turquie.

### Le seigneur de Manoncourt
Il connaît des soucis familiaux à son retour, à cause d’une absence trop prolongée qui a fait naître des spéculations à son encontre ; il doit tout quitter, mais obtient gain de cause au parlement de Nancy contre ses détracteurs.
Le repos ne lui convient pas, il en perd même de son tempérament, de sa fougue. Il récupère tout de même une petite ferme à Manoncourt, et se bâtit un manoir avec 60 000 francs qui avaient été placés par son père. Il cultive lui-même ses terres, et son exemple a beaucoup contribué à l’amélioration de la culture dans les départements de la Meurthe, des Vosges, de l’Aisne.
On lui doit l’importante acquisition du chou-navet de Laponie ou rutabaga, la culture de la grande vesce ou lentille du Canada (qui réussit dans les terrains les plus maigres, fournit trois coupes abondantes d’un fourrage succulent, recherché des chevaux, des bœufs, des vaches et des moutons), le fenugrec (excellent fourrage, légume agréable), la julienne (plante oléifère). Après le 13 juillet 1788, alors qu’une grande tempête de grêle éclate sur une grande partie de la France, il publie le Vœu d’un agriculteur, où il donne quelques moyens de remédier aux ravages de cette catastrophe et de la disette des grains.

### La Révolution
Dès les premiers jours de la Révolution, ses compatriotes le choisissent comme juge de paix (pour 2 ans et demi), au tribunal du district de Nancy ; ce tribunal cassé, il est élu membre de l’administration du département de la Meurthe nouvellement créé. Mais la mesure arbitraire de 1793 l’envoie, lui et ses collègues, dans les prisons du tribunal révolutionnaire, pour 5 mois, sous prétexte qu’ils ont laissé manquer de vivres les armées du Rhin et de la Moselle. Il s’assombrit et s’éloigne définitivement de la scène politique, rentre chez lui. Mais il doit vite abandonner Manoncourt, à cause d’une rente remboursée en assignats, qui perdent vite de leur valeur. Alors il se rend à Paris pour se livrer à des travaux littéraires. Il tente de gagner sa vie en écrivant, sans grand succès, des ouvrages littéraires.

### De  Paris à Vienne: un savant reconnu mais jalousé
Il entreprend une nouvelle édition de l’Histoire naturelle, avec un 1er volume en juin 1799, et le 127e en 1808, avec les additions de Buffon (de différentes époques) et ses découvertes particulières, avec en plus de multiples observations, soit l’entreprise sans doute la plus vaste après l’Encyclopédie, dans une bibliothèque très complète sur le sujet. Il intègre dans cette suite de l'œuvre de Buffon, l’Histoire naturelle des Poissons (1798-1803) et l’Histoire naturelle des Cétacés (1804) comprenant les parties qu'il avait rédigées pour Lacépède.
On lui doit indépendamment une Histoire naturelle des Reptiles (1802).
Il fait par ailleurs paraître ses Voyages en Égypte, en Grèce.
Il conçoit encore l’idée de refaire le Dictionnaire d’histoire naturelle, dont les premières bases venaient de Valmont-de-Bomare, en 1764. Dans le Nouveau Dictionnaire d’histoire naturelle (1803-1804), il est l'auteur de la partie de l'histoire des mammifères, des oiseaux et des diverses chasses.
En août 1805, il quitte Paris pour se rendre à Vienne en Isère, pour prendre la direction d’un grand collège, fondé par les Jésuites, à la demande de Fourcroy (alors directeur général de l’instruction publique), mais avec d’énormes difficultés, venant de gens, dit-on, mal intentionnés à son égard. De retour dans la capitale, il publie plusieurs traités d’agriculture. Il fait aussi, avec de nombreux collaborateurs, une nouvelle édition du Cours Complet d’Agriculture de Rozier, en 1808.

### Châteaux en ... Moldavie
Le 25 octobre 1810, il quitte la France pour la capitale de la Moldavie, avec son épouse et sa nièce, avec un engagement de 5 années pour s’occuper de l’éducation de l’enfant d’un prétendu prince, qui s’avère en fait être un brigand qui s’est sauvé de Russie, repris 6 semaines après l’arrivée de Sonnini.

### Une fin en apothéose
Il ne veut pas rentrer tout de suite en France, et décide de visiter la Moldavie et la Valachie. Puis il traverse Vienne, Munich, où il est toujours bien accueilli, avant de revenir à Paris le 26 décembre 1811.
Et de son retour, il est souffrant, jusqu’à sa mort le 9 mai 1812. Il est enterré le 10 mai au cimetière du Père-Lachaise (10e division). Sa concession temporaire a été reprise.
Le peintre Langlois de Sézanne a réalisé  en 1802 un portrait de Sonnini de Manoncourt, non localisé de nos jours, mais connu par une gravure in-8 d'Étienne Claude Voysard.
Une rue de Nancy porte son nom.

## Publications
- Bibliothèque physico-économique, instructive et amusante : contenant des mémoires et observations pratiques sur l’économie rurale ; sur les nouvelles découvertes les plus intéressantes ; la description de nouvelles machines et instrumens inventés pour la perfection des arts utiles et agréables, etc. etc. On y a joint nombre de remèdes, pratiques et procédés, découverts récemment sur les maladies des hommes et des animaux, sur l’économie domestique, et en général sur tous les objets d’agrément et d’utilité dans la vie ; avec des planches en taille-douce. Ouvrage à la portée de tout le monde, Paris : chez Buisson, 1782-1797 et 1802-1831
- Mémoire sur la culture et les avantages du chou-navet de Laponie, lu à l’Assemblée publique de l’Académie des sciences, arts et belles-lettres de Nancy, le 25 août 1787, Paris : Née de La Rochelle, 1788, in-8°, 55 p. ; nouvelle édition (revue, corrigée et augmentée ; (...), rutabaga ou navet de Suède), Paris : F. Buisson, 1804, in-12, 96 p.
- Manuel des propriétaires ruraux et de tous les habitans de la campagne, ou Recueil, par ordre alphabétique, de tout ce que la loi permet, défend ou ordonne dans toutes les circonstances de la vie et des opérations rurales. On y a joint tout ce qui a rapport à la chasse, à la pêche, aux étangs et aux constructions rurales ; avec des modèles et formules de baux, loyers, procès-verbaux et autres actes utiles à la campagne dans ces différens cas, Paris : chez F. Buisson, 1808, in-12, IV-280 p. Texte en ligne ; 2e éd., revue, corrigée et augmentée d’après les nouveaux Codes, les Avis du conseil d’État, les lois, décrets impériaux, etc., Paris : F. Buisson, 1811, in-12, VIII-344 p. ; 3e éd. (augmentée par Arsenne Thiébaut-de-Berneaud), Paris : Arthus-Bertrand, 1823, 2 vol. in-12
- avec M. Veillard (botaniste) et Étienne Chevalier (1750-1828), Vocabulaire portatif d’agriculture, d’économie rurale et domestique, de médecine de l’homme et des animaux, de botanique, de chimie, de chasse, de pêche, et des autres sciences ou arts qui ont rapport à la culture des terres et à l’économie, dans lequel se trouve l’explication claire et précise de tous les termes qui ne sont pas d’un usage ordinaire, et qui sont employés dans les livres modernes d’agriculture et dans d’autres livres, Paris : chez F. Buisson et chez D. Colas, 1810, in-8°, XIV-464 p.
- avec Arsène Thiébaut de Berneaud (1777-1850), Annuaire de l’Industrie française, ou Recueil par ordre alphabétique des Inventions, Découvertes et perfectionnemens dans les Arts utiles et agréables, qui se font à Paris et dans les départemens ; contenant l’état actuel des manufactures, fabriques, ateliers et autres établissemens d’industrie française, avec les noms et adresses des inventeurs, le prix des différents objets, leur emploi ou leur application à divers usages, Paris : chez D. Colas, 1811 et 1812, 2 vol. in-12
- Il participe au Journal du département de la Meurthe (1790), à la Bibliothèque physico-économique (d'octobre 1801 à mai 1812), au Cours complet d'agriculture de François Rozier (1734-1793) et à diverses autres publications d'agriculture.
- Histoire naturelle, générale et particulière, par Leclerc de Buffon, Nouvelle édition, accompagnée de Notes, et dans laquelle les suppléments sont insérés dans le premier texte, à la place qui leur convient. L'on y a ajouté l'histoire des Quadrupèdes et des Oiseaux découverts depuis la mort de Buffon, celle des Reptiles, des Poissons, des Insectes et des Vers ; enfin, l'histoire des Plantes dont ce grand Naturaliste n'a pas eu le temps de s'occuper. Ouvrage formant un Cours complet d'Histoire Naturelle, rédigé par C.S. Sonnini, membre de plusieurs sociétés savantes. Imprimerie de F. Dufart, Paris, an VII - 1808, 127 volumes in-8°.
- Histoire naturelle des Reptiles, avec figures dessinées d'après nature, par C.S. Sonnini et par P.A. Latreille. Imprimerie de Crapelet, Chez Deterville libraire, Paris, an X, 4 volumes, in-18.
  - Tome I & Tome II : Première Partie - Quadrupèdes et Bipèdes Ovipares.
  - Tome III & Tome IV : Seconde Partie - Serpents.
- Nouveau dictionnaire d’histoire naturelle, appliquée aux Arts, principalement à l'Agriculture et à l'Ėcomomie rurale et domestique, par une Société de Naturalistes et d'Agriculteurs. Avec des figures tirées des trois Règnes de la Nature. Imprimerie de Crapelet, Chez Deterville libraire, Paris, 1803 - 1804, 24 volumes in-8°.
- Voyage dans la  Haute et Basse Égypte, fait par ordre de l'ancien Gouvernement, et contenant des observations de tous genres; ... F. Buisson, an 7 de la République (1799),  3 volumes in-8° et atlas in-4°. (traductions en anglais et en allemand)
- Voyage en Grèce et en Turquie, fait par ordre de Louis XVI, et avec l’autorisation de la cour ottomane ; par C. S. Sonnini. F. Buisson, Imprimeur-Libraire, Paris an 9 de la République (1801), 2 volumes in-8° et Atlas in-4°. (traductions en anglais et en allemand)